# Filexilia attenuata
Filexilia attenuata is een eenoogkreeftjessoort uit de familie van de Ameiridae. De wetenschappelijke naam van de soort is voor het eerst geldig gepubliceerd in 1893 door Thompson I.C..